# ماريو ريفا
ماريو ريفا (بالإيطالية: Mario Riva)‏ هو مقدم تلفزيوني وممثل إيطالي، ولد في 26 يناير 1912 في إيطاليا، وتوفي بنفس المكان في 1 سبتمبر 1960.

## وصلات خارجية
- ماريو ريفا على موقع IMDb (الإنجليزية)
- ماريو ريفا على موقع أول موفي (الإنجليزية)
- ماريو ريفا على موقع قاعدة بيانات الفيلم (الإنجليزية)